# Tappara
Tappara je finský hokejový klub hrající nejvyšší finskou soutěž SM-liiga a sídlící v Tampere. Vznikl v roce 1955 přejmenováním úspěšného hokejového týmu Tammerfors Bollklubb. Domácí stadion, Nokia Arena, sdílí s klubem Tampereen Ilves.
V dlouhodobé statistice SM-liigy je na prvním místě. Tappara vyhrála finskou nejvyšší soutěž dvacetkrát, a to v letech 1953, 1954, 1955, 1959, 1961, 1964, 1975, 1977, 1979, 1982, 1984, 1986, 1987, 1988, 2003, 2016, 2017, 2022, 2023 a 2024.
 TBK vyhrál tři mistrovství, 1953, 1954 a 1955.
Klubové barvy jsou modrá, oranžová a bílá.

## Češi v týmu
| Ročník                      | Hráči ČR                                          | Link |
| --------------------------- | ------------------------------------------------- | ---- |
| 1993/1994                   | Jaromír Šindel, Jiří Kučera                       |      |
| 1994/1995                   | Petr Pavlas, Jiří Veber                           |      |
| 1995/1996                   | nikdo                                             |      |
| 1996/1997                   | nikdo                                             |      |
| 1997/1998                   | nikdo                                             |      |
| 1998/1999                   | Jaroslav Buchal                                   |      |
| 1999/2000                   | Drahomír Kadlec, Roman Meluzín                    |      |
| 2000/2001                   | nikdo                                             |      |
| 2001/2002                   | Roman Meluzín                                     |      |
| 2002/2003                   | Jiří Marušák                                      |      |
| 2003/2004                   | nikdo                                             |      |
| 2004/2005                   | Robert Kántor, Tomáš Chlubna                      |      |
| 2005/2006                   | nikdo                                             |      |
| 2006/2007                   | nikdo                                             |      |
| 2007/2008                   | nikdo                                             |      |
| 2008/2009                   | nikdo                                             |      |
| 2009/2010                   | nikdo                                             |      |
| 2010/2011                   | David Dvořáček, Jakub Šindel                      |      |
| 2011/2012                   | Jan Platil                                        |      |
| 2012/2013                   | Dominik Hrachovina                                |      |
| 2013/2014                   | Dominik Hrachovina, Tomáš Plíhal                  |      |
| 2014/2015                   | Dominik Hrachovina                                |      |
| 2015/2016                   | Dominik Hrachovina                                |      |
| 2016/2017                   | Dominik Hrachovina , Viktor Nestrašil             |      |
| 2017/2018                   | Dominik Hrachovina, Martin Has                    |      |
| 2018/2019                   | Miroslav Svoboda                                  |      |
| 2019/2020                   | Martin Has, Adam Polášek                          |      |
| 2020/2021                   | Dominik Hrachovina, Jiří Smejkal, Michal Moravčík |      |
| 2021/2022                   | Tomáš Hamara                                      |      |
| 2022/2023                   | nikdo                                             |      |
| 2023/2024                   | Radek Mužík                                       |      |
| 2024/2025                   | Andrej Šustr                                      |      |
| 2025/2026                   | Ondřej Pavel                                      |      |
| Zdroj na eliteprospects.com |                                                   |      |

## Přehled ligové účasti

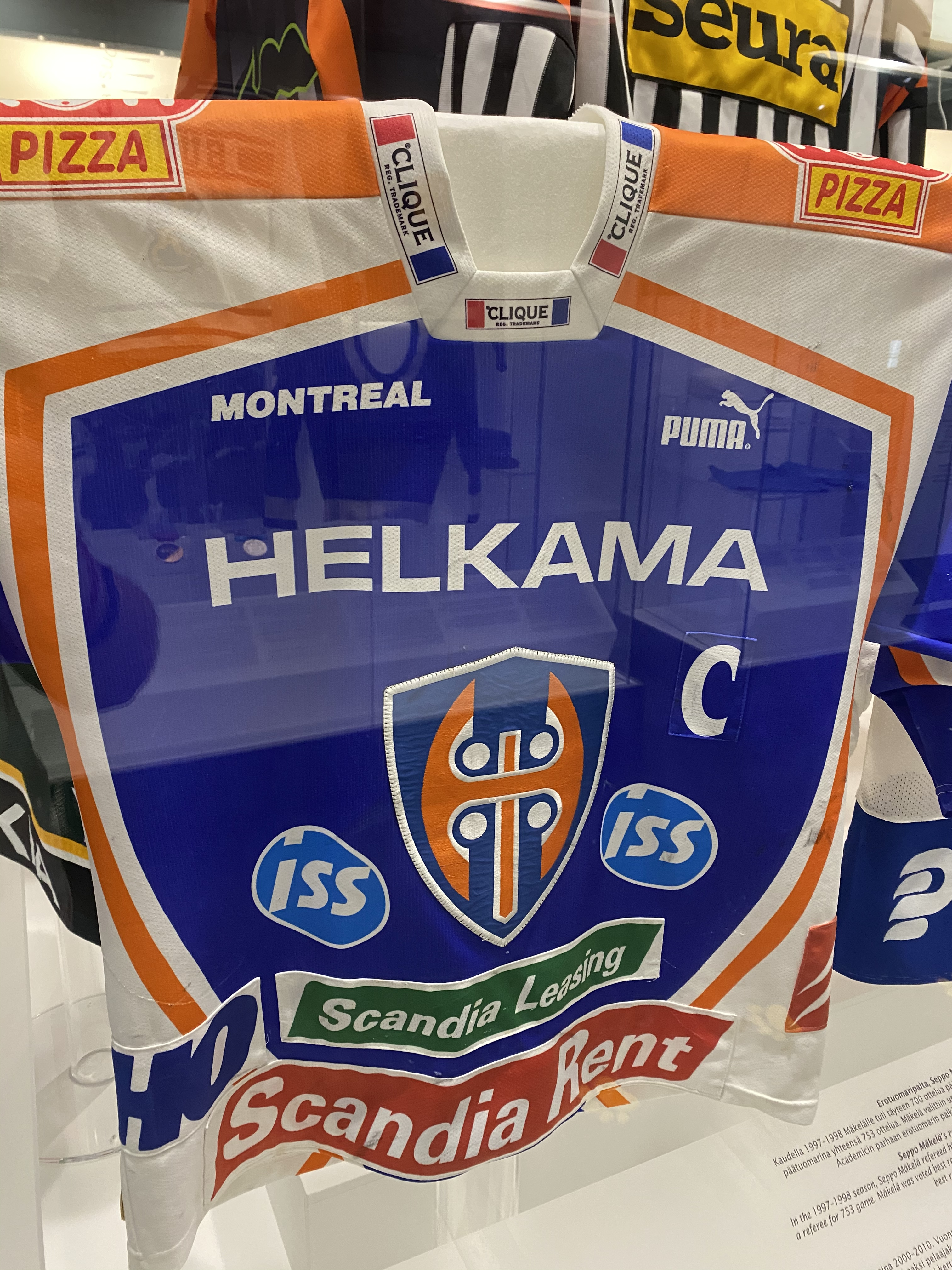
Tappara trikot

| Finsko (1967 – ) |          |                  |                                                                                   |                   |
| Sezóny           | Soutěž   | ZČ               | Play-off, nadstavba, sk. o udržení...                                             | Kapitáni          |
| 1967/1968        | SM-sarji | 9. místo         | Play-off se nahrálo                                                               | Kalevi Numminen   |
| 1968/1969        | SM-sarji | 8. místo         | Play-off se nahrálo                                                               | Kalevi Numminen   |
| 1969/1970        | SM-sarji | 7. místo         | Play-off se nahrálo                                                               | Seppo Mäkinen     |
| 1970/1971        | SM-sarji | 4. místo         | Play-off se nahrálo                                                               | Pertti Ansakorpi  |
| 1971/1972        | SM-sarji | 5. místo         | Play-off se nahrálo                                                               | Pertti Ansakorpi  |
| 1972/1973        | SM-sarji | Bronzová medaile | Play-off se nahrálo                                                               | Pertti Ansakorpi  |
| 1973/1974        | SM-sarji | Stříbrná medaile | Play-off se nahrálo                                                               | Pertti Ansakorpi  |
| 1974/1975        | SM-sarji | Zlatá medaile    | Play-off se nahrálo                                                               | Pertti Koivulahti |
| 1975/1976        | SM-liiga | Stříbrná medaile | Finále prohra s TPS Turku 0 : 2                                                   | Pertti Koivulahti |
| 1976/1977        | SM-liiga | Zlatá medaile    | Finále výhra s TPS Turku 3 : 0                                                    | Pertti Koivulahti |
| 1977/1978        | SM-liiga | Zlatá medaile    | Semifinále prohra s Tampereen Ilves 1 : 3                                         | Pertti Koivulahti |
| 1978/1979        | SM-liiga | Stříbrná medaile | Finále výhra s Porin Ässät 3 : 2                                                  | Pertti Koivulahti |
| 1979/1980        | SM-liiga | 5. místo         | Ne                                                                                | Hannu Haapalainen |
| 1980/1981        | SM-liiga | Zlatá medaile    | Finále prohra s Oulun Kärpät 2 : 3                                                | Pertti Koivulahti |
| 1981/1982        | SM-liiga | Bronzová medaile | Finále výhra s TPS Turku 3 : 1                                                    | Pertti Koivulahti |
| 1982/1983        | SM-liiga | 5. místo         | Semifinále prohra s Jokerit Helsinky 0 : 3                                        | Pertti Koivulahti |
| 1983/1984        | SM-liiga | Zlatá medaile    | Finále výhra s Porin Ässät 3 : 1                                                  | Seppo Ahokainen   |
| 1984/1985        | SM-liiga | 6. místo         | Ne                                                                                | Seppo Ahokainen   |
| 1985/1986        | SM-liiga | Zlatá medaile    | Finále výhra s HIFK Hockey 4 : 1                                                  | Lasse Litma       |
| 1986/1987        | SM-liiga | Stříbrná medaile | Finále výhra s Oulun Kärpät 4 : 1                                                 | Timo Susi         |
| 1987/1988        | SM-liiga | Bronzová medaile | Finále výhra s Lukko Rauma 4 : 1                                                  | Timo Susi         |
| 1988/1989        | SM-liiga | 4. místo         | Semifinále prohra s TPS Turku 2 : 3                                               | Timo Susi         |
| 1989/1990        | SM-liiga | 5. místo         | Semifinále prohra s Tampereen Ilves 0 : 3                                         | Timo Susi         |
| 1990/1991        | SM-liiga | 6. místo         | Čtvrtfinále prohra s JYP Jyväskylä 1 : 2                                          | Timo Susi         |
| 1991/1992        | SM-liiga | 10. místo        | Ne                                                                                | Pekka Laksola     |
| 1992/1993        | SM-liiga | 9. místo         | Ne                                                                                | Timo Jutila       |
| 1993/1994        | SM-liiga | 7. místo         | Semifinále prohra s TPS Turku 1 : 3                                               | Timo Jutila       |
| 1994/1995        | SM-liiga | 10. místo        | Ne                                                                                | Timo Jutila       |
| 1995/1996        | SM-liiga | 4. místo         | Čtvrtfinále prohra s Hämeenlinnan Pallokerho 1 : 3                                | Timo Jutila       |
| 1996/1997        | SM-liiga | 8. místo         | Čtvrtfinále prohra s Jokerit Helsinky 0 : 3                                       | Harri Laurila     |
| 1997/1998        | SM-liiga | 5. místo         | Čtvrtfinále prohra s Jokerit Helsinky 1 : 3                                       | Timo Jutila       |
| 1998/1999        | SM-liiga | 9. místo         | Ne                                                                                | Timo Jutila       |
| 1999/2000        | SM-liiga | Bronzová medaile | Čtvrtfinále prohra s HIFK Hockey 1 : 3                                            | Pasi Petriläinen  |
| 2000/2001        | SM-liiga | Bronzová medaile | Finále prohra s TPS Turku 1 : 3                                                   | Janne Ojanen      |
| 2001/2002        | SM-liiga | Zlatá medaile    | Finále prohra s Jokerit Helsinky 1 : 3                                            | Janne Ojanen      |
| 2002/2003        | SM-liiga | 5. místo         | Finále výhra s Oulun Kärpät 3 : 0                                                 | Janne Ojanen      |
| 2003/2004        | SM-liiga | 8. místo         | Předkolo prohra s Espoo Blues 1 : 2                                               | Janne Ojanen      |
| 2004/2005        | SM-liiga | 9. místo         | Čtvrtfinále prohra s Oulun Kärpät 1 : 4                                           | Janne Ojanen      |
| 2005/2006        | SM-liiga | 4. místo         | Čtvrtfinále prohra s Porin Ässät 2 : 4                                            | Janne Ojanenc     |
| 2006/2007        | SM-liiga | 4. místo         | Čtvrtfinále prohra s Espoo Blues 1v : 4                                           | Janne Ojanen      |
| 2007/2008        | SM-liiga | 4. místo         | Semifinále prohra s Oulun Kärpät 0 : 4                                            | Janne Ojanen      |
| 2008/2009        | SM-liiga | 13. místo        | Ne                                                                                | Janne Ojanen      |
| 2009/2010        | SM-liiga | 7. místo         | Čtvrtfinále prohra s KalPa 2 : 4                                                  | Pekka Saravo      |
| 2010/2011        | SM-liiga | 11. místo        | Ne                                                                                | Pekka Saravo      |
| 2011/2012        | SM-liiga | 12. místo        | Ne                                                                                | Pekka Saravo      |
| 2012/2013        | SM-liiga | Stříbrná medaile | Finále prohra s Porin Ässät 2 : 4                                                 | Tuukka Mäntylä    |
| 2013/2014        | Liiga    | Stříbrná medaile | Finále prohra s Oulun Kärpät 3 : 4                                                | bez kapitána      |
| 2014/2015        | Liiga    | Stříbrná medaile | Finále prohra s Oulun Kärpät 3 : 4                                                | Jukka Peltola     |
| 2015/2016        | Liiga    | Bronzová medaile | Finále výhra s HIFK Hockey 4 : 2                                                  | Jukka Peltola     |
| 2016/2017        | Liiga    | Zlatá medaile    | Finále výhra s KalPa 4 : 2                                                        | bez kapitána      |
| 2017/2018        | Liiga    | Bronzová medaile | Finále prohra s Oulun Kärpät 3 : 4                                                | bez kapitána      |
| 2018/2019        | Liiga    | Stříbrná medaile | Semifinále prohra s Hämeenlinnan Pallokerho 2 : 4                                 | bez kapitána      |
| 2019/2020        | Liiga    | Bronzová medaile | Ročník zrušen po odehrání základní části a nadstavby z důvodu Pandemie covidu-19. | bez kapitána      |
| 2020/2021        | Liiga    | 4. místo         | Semifinále prohra s Lukko Rauma 1 : 3                                             | Jukka Peltola     |
| 2021/2022        | Liiga    | Zlatá medaile    | Finále výhra s TPS Turku 4 : 1                                                    | Otto Rauhala      |
| 2022/2023        | Liiga    | Zlatá medaile    | Finále výhra s Pelicans 4 : 1                                                     | Otto Rauhala      |
| 2023/2024        | Liiga    | Zlatá medaile    | Finále výhra s Pelicans 4 : 1                                                     | Otto Rauhala      |
| 2024/2025        | Liiga    | 9. místo         | Čtvrtfinále prohra s Tampereen Ilves 0 : 4                                        | Otto Rauhala      |
| 2025/2026        | Liiga    |                  |                                                                                   |                   |

## Vyřazená čísla
Tappara již nepoužívá pět čísel, která nosili slavní hráči.
- 2 Kalevi Numminen
- 3 Pekka Marjamäki
- 7 Timo Jutila
- 8 Janne Ojanen
- 10 Timo Susi